# Jura-Marmor

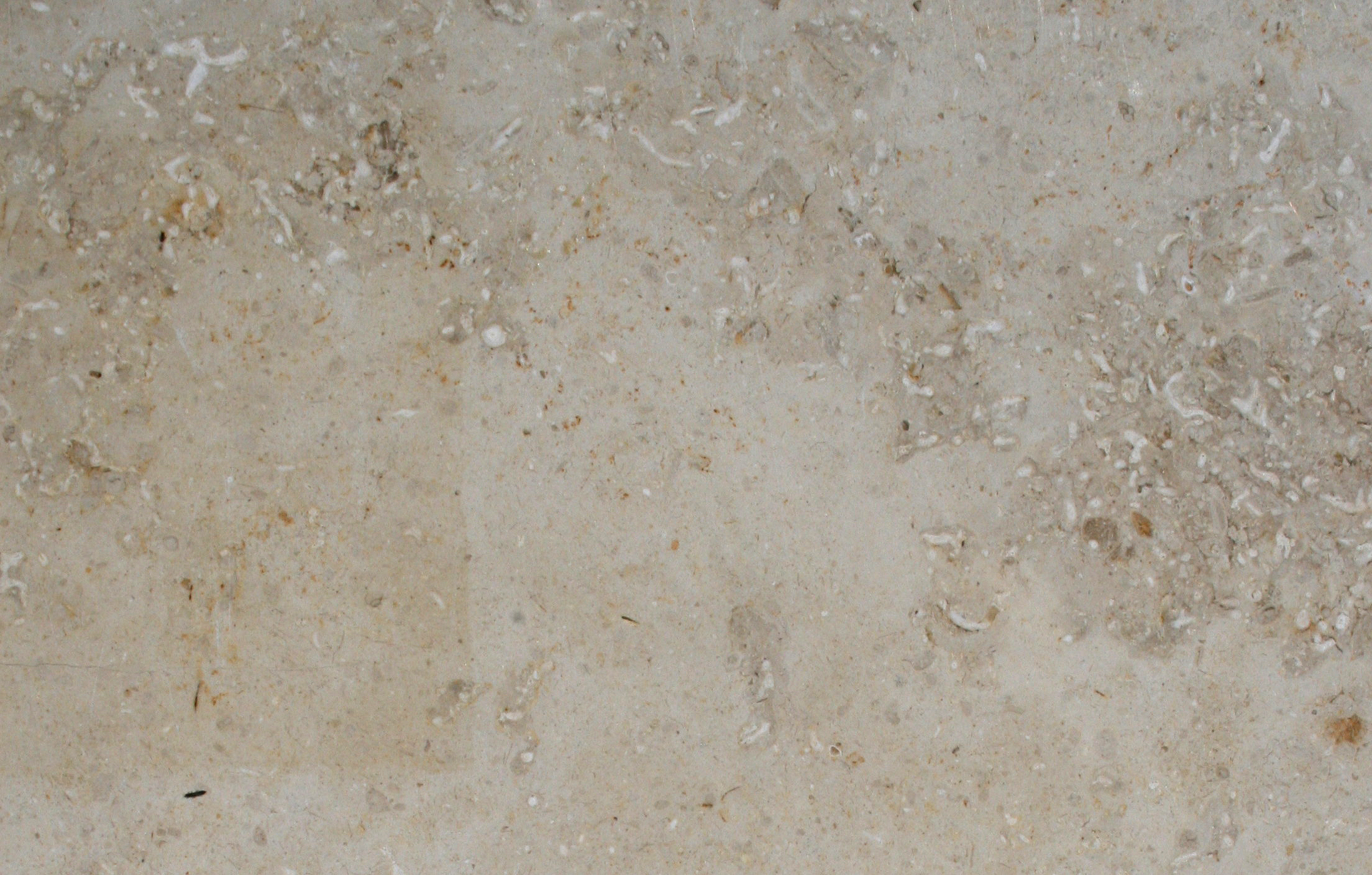
Muster von Jura-Marmor, Typ Jura-Gelb, poliert, Größe des Bildausschnittes ca. 8 × 12 cm. Das Stück zeigt einen Bereich ohne Makrofossilien, in dem allerdings zahlreiche Exemplare von Tubiphytes (bzw. Crescentiella) morronensis erkennbar sind (die etwas dunkleren, „wolkigen“ Bereiche mit den weißen Sprenkeln, vor allem links oben und rechts im Bild).

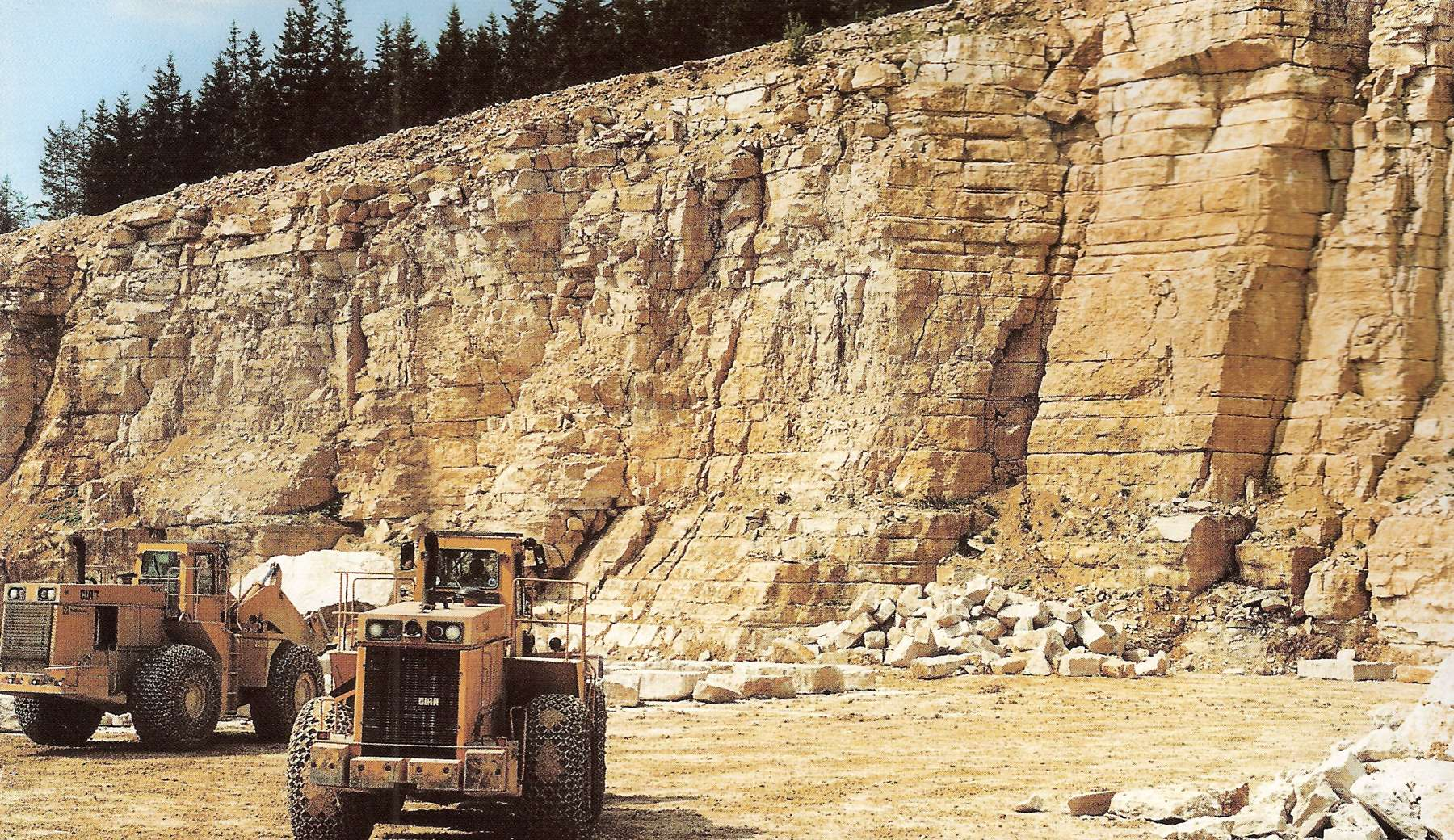
Anstehender Jura-Marmor in einem Steinbruch bei Weißenburg-Rothenstein

Jura-Marmor, auch Jura oder Jurakalk bzw. Jura-Kalkstein genannt, ist der Handelsname eines hellgelben bis blaugrauen fossilreichen Kalksteins aus dem oberen Weißjura der Fränkischen Alb im Raum Eichstätt, Treuchtlingen und Petersbuch-Erkertshofen. Frühere Abbaugebiete des Jura-Marmors lagen neben Treuchtlingen auch bei Pappenheim – er wird deswegen auch Treuchtlinger Marmor genannt. Heute (2010) wird dieser Naturstein extensiv im Raum Titting und Kaldorf abgebaut.
Das Abbaugebiet des Jura-Marmors dürfte das größte aktive Abbaugebiet für Naturstein in der Bundesrepublik sein. Das Gestein tritt in den Steinbrüchen mittel- bis dickbankig auf.

## Geologie

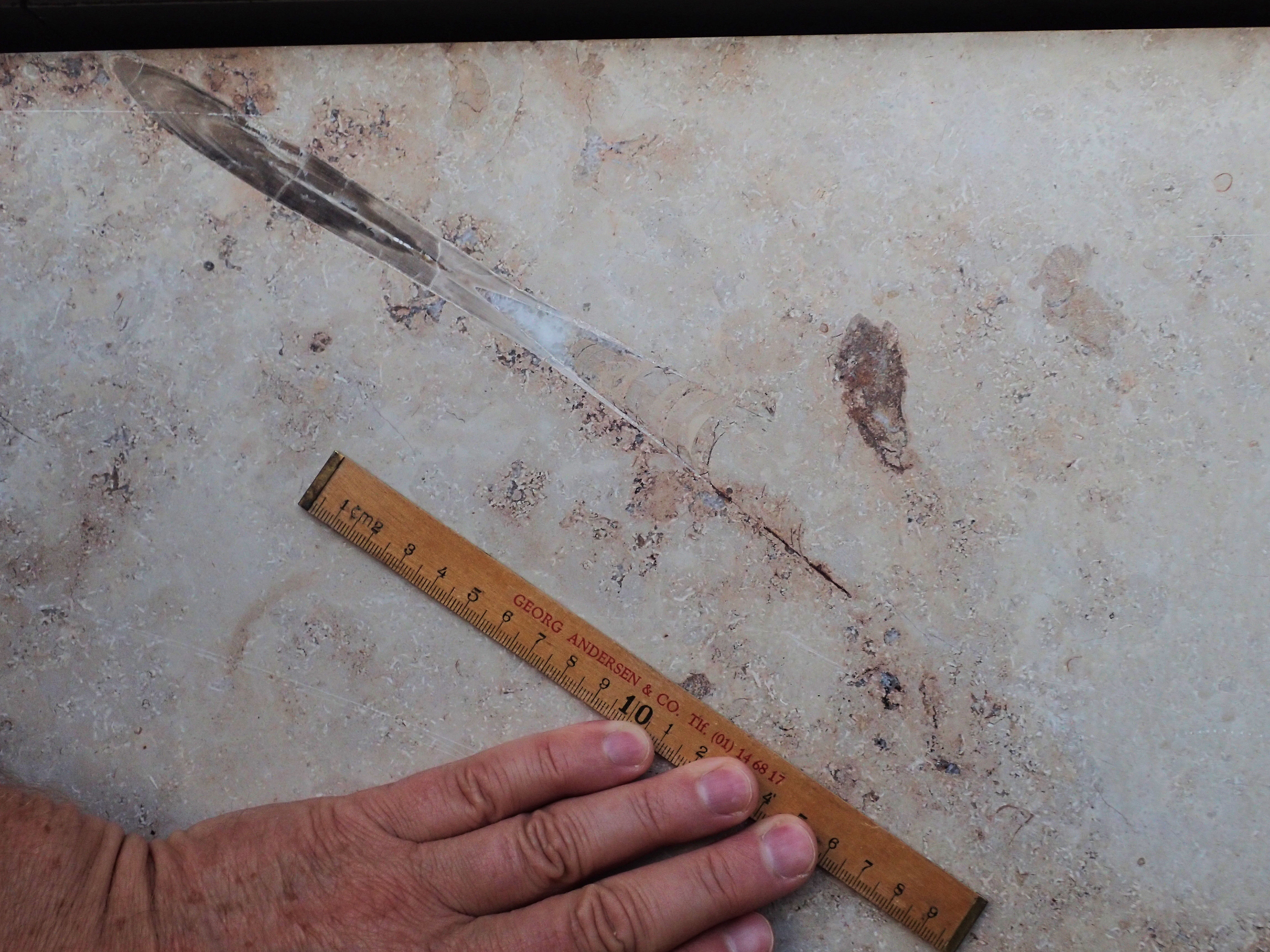
Ein nahezu kompletter Längsschnitt eines Belemniten mitsamt dem Phragmokon in der Jura-Gelb-Fassade der Kopenhagener Oper.

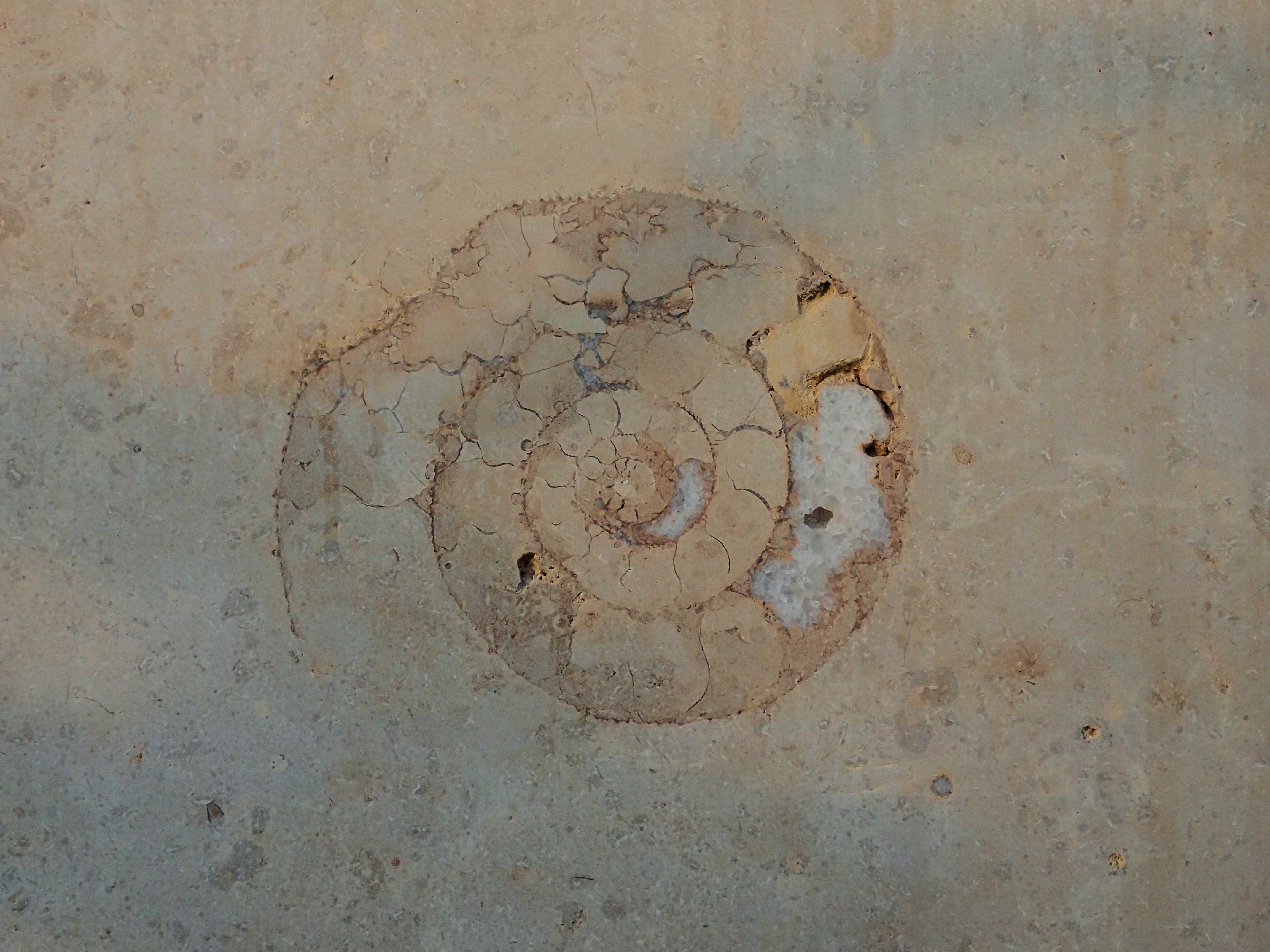
Längsschnitt eines Ammoniten (einige Kammern mit spätigem Calcit verfüllt) in der Jura-Gelb-Fassade der Kopenhagener Oper; Durchmesser ca. 15 cm.

Der Name Jura-Marmor ist eine Handelsbezeichnung, deren Namensbestandteil Marmor aus petrographischer (gesteinskundlicher) Sicht unzutreffend ist. Petrographisch handelt es sich um einen fossilreichen Kalkstein (genauer: „einen Bioklasten-reichen tuberolithischen Schwamm-Biostrom-Kalk“) mit feinkörniger Matrix. Im Natursteingewerbe werden alle mit Kleesalz polierbaren Carbonatgesteine „Marmore“ genannt. Allerdings ist auch die Bezeichnung Jura-Kalkstein aus geologischer Sicht uneindeutig, da sie für jeden Kalkstein, der im Zeitalter des Jura entstanden ist, stehen kann. In geologischer Fachliteratur wird der Naturwerkstein oft unter der Bezeichnung „Treuchtlinger Marmor“ (mit oder ohne Anführungszeichen) erwähnt. Weitere Sortenbezeichnungen stammen von den Steinbrucharbeitern, die sie nach ihrem Erscheinungsbild prägten.
Lithostratigraphisch bilden die im Mittel 1 m mächtigen Bänke des Jura-Marmors (Lokalbezeichnung „Farbschichten“) zusammen mit den Mergellagen, durch die sie voneinander getrennt sind, die Petersbuch-Subformation der Treuchtlingen-Formation des Weißjura der Fränkischen Alb. Ihr Alter ist daher bei ca. 155 Millionen Jahren (Kimmeridgium, Oberjura) anzusetzen. Die Mächtigkeit des nutzbaren Vorkommens innerhalb des Weißjura beträgt ca. 50 m.
Häufig vorkommende, mit bloßem Auge (makroskopisch) sichtbare Fossilien sind Kieselschwämme, Ammoniten und Belemniten. Ebenfalls augenfällig sind Massenvorkommen des systematisch unsicher einzustufenden Mikrofossils Tubiphytes (oder Crescentiella) morronensis, die sich auf polierten Anschnitten in Form dunklerer, „wolkiger“ Bereiche mit charakteristischer weißer Sprenkelung äußern. Die dichte Matrix des Gesteins wurde von Mikroorganismen erzeugt (daher als Mikrobialith bezeichnet), jedoch wahrscheinlich nicht vorwiegend, wie es in der Literatur mitunter angedeutet wird, durch Kolonien von einzelligen Algen und/oder Cyanobakterien („Blaualgen“). Zwar weist die Matrix eine teils thrombolithische, teils stromatolithische Mikrostruktur auf, die typisch für Kalkkrusten von (Blau-)Algenmatten sind, jedoch muss aufgrund palökologischer Überlegungen angenommen werden, dass der Jura-Marmor, unter anderem wegen der deutlichen Dominanz von Schwämmen gegenüber riffbauenden Korallen, in relativ tiefem Wasser, unterhalb von mindestens 50 Metern, unter lichtarmen Verhältnissen gebildet wurde. Der Nachweis sogenannter kryptischer Mikrobialithe, d. h. unter lichtarmen Bedingungen in Kavernen rezenter Korallenriffe mikrobial gebildeter Kalkkrusten, mit sehr ähnlicher Mikrostruktur und Isotopenkomposition (δ18O, δ13C) stützt diese These. Die gräulichen Varianten des Jura-Marmors enthalten Pyrit, teils in Form von makroskopisch sichtbaren, typisch goldglänzenden Einschlüssen – in den gelblichen Varianten ist der Pyrit zu „Limonit“ oxydiert.
Jura-Marmor ist nicht mit dem Solnhofener Plattenkalk zu verwechseln, der geologisch nur wenig jünger ist und in der gleichen Region verbreitet ist. Solnhofener Plattenkalk ist ein in dünne Platten spaltbarer, sehr feinkörniger Kalkstein, der besonders durch seine detailreich erhaltenen Fossilien – speziell durch Wirbeltierfossilien und den „Urvogel“ Archaeopteryx – und seine Eignung als Druckplatte in der Lithografie (Steindruck) bekannt ist. Jura-Marmor ist unter anderen Umweltbedingungen entstanden, weist deshalb eine anders zusammengesetzte Fossilfauna und -erhaltung auf und kann auch nicht in dünne Platten gespalten werden.
Daneben werden noch zwei weitere oberjurassische Karbonatgesteine entlang der Altmühl im Gebiet der Südlichen Frankenalb gebrochen, die ebenfalls seit langer Zeit als Werkstein in der Architektur Verwendung finden: Wachenzeller Dolomit und Kelheimer Kalkstein.

## Abbau- und Nutzungsgeschichte
Seit den Anfängen der menschlichen Besiedlung wird Jura-Marmor als Baustoff verwendet. Da der Jura-Marmor leicht abgebaut und für Burgen und Steinhäuser verwendet werden kann, wurden in der Nähe der Steinbrüche Siedlungen angelegt. Zu Beginn der Nutzungsgeschichte wurde der Stein selten für die Ausgestaltung von Innenräumen eingesetzt. Erst die Technik des Polierens der Oberflächen mit Kleesalz führte zur verstärkten Verwendung von Jurakalk etwa in Sakralbauten für Säulen oder Altäre.
Es wird angenommen, dass der erstmalige großflächige Abbau von Jura-Marmor beim Bau der Willibaldsburg (1351–1365) stattfand. Ende des 18. Jahrhunderts waren auf Karten von Eichstätt Steinbrüche im Stadtgebiet eingezeichnet. Historische und moderne Bildhauer schufen Bildwerke aus dem Material. Im Eichstätter Dom befinden sich Bildwerke und gestaltete Werksteine von europäischem Rang. Ein erster Beleg für einen Steinbruchbetrieb findet sich in einem Vertrag von Leo von Klenze mit dem Eichstätter Steinbruchbesitzer und Steinmetzmeister Anton Wagner für den Bau der Regensburger Walhalla aus dem Jahre 1825.

Arbeiten aus Jurakalkstein des Eichstätter Doms
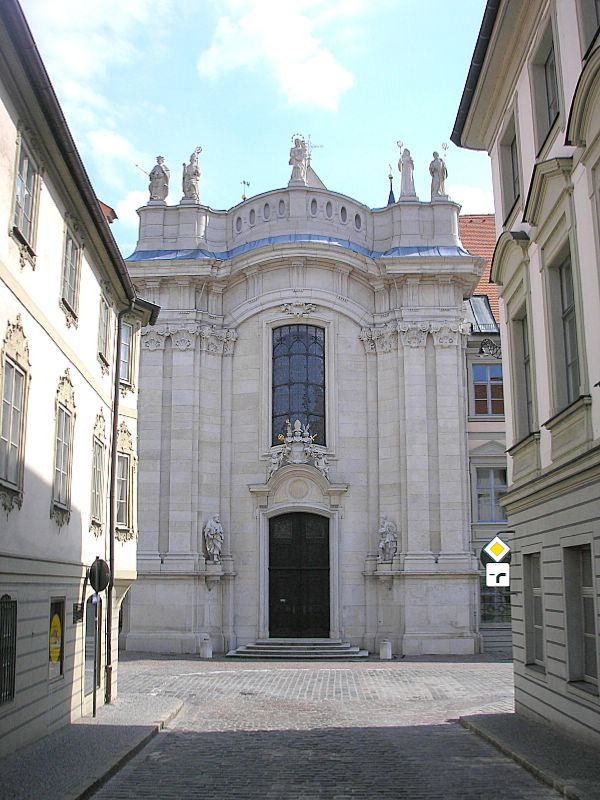
Spätbarocke Westfassade des Eichstätter Doms
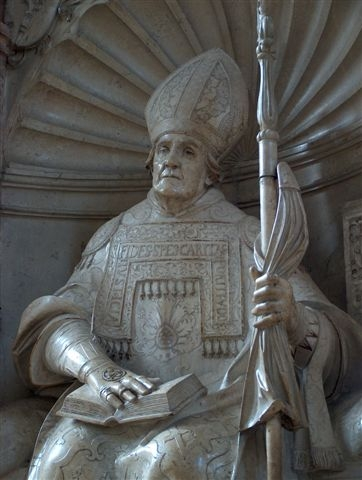
Lebensgroße Statue des hl. Willibald von Loy Hering
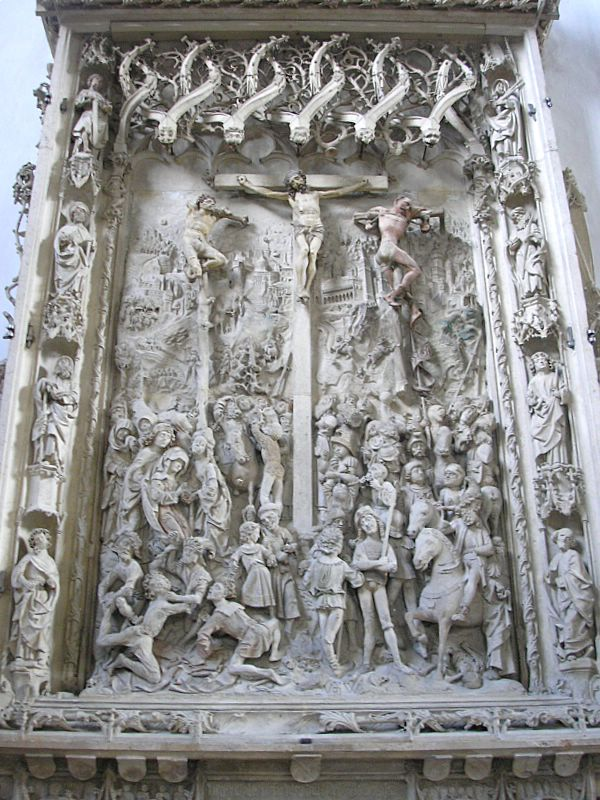
Pappenheimer Altar der Frührenaissance mit einer Gesamthöhe von 11 Metern
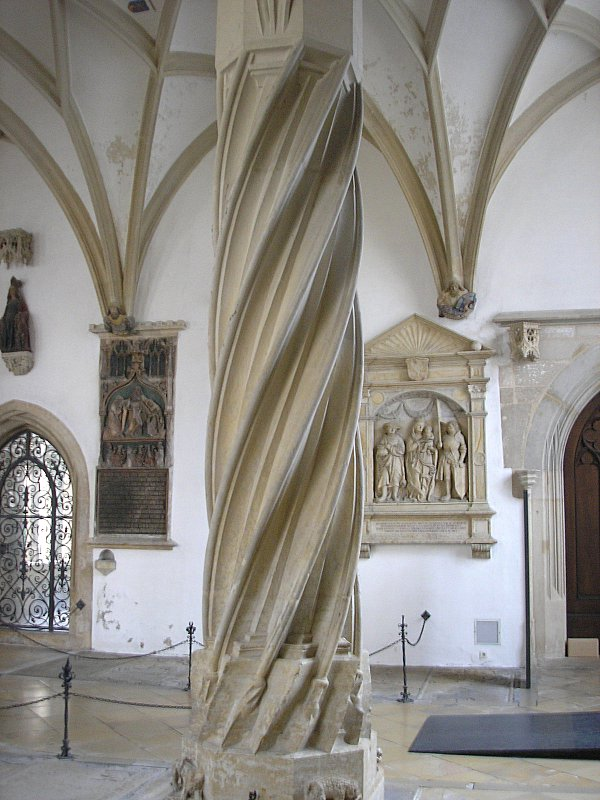
Der „schöne Pfeiler“ im Mortuarium des Eichstätter Doms

Als die Treuchtlinger Marmorwerke AG im Jahr 1911 gegründet wurde, begann der industrielle Abbau des Jura-Marmors für Brückenbauten, Denkmäler, Futtertröge, Zaunpfosten und Pflastersteine. Die Weltwirtschaftskrise von 1929 wirkte sich auch in der Steinindustrie in sinkenden Absätzen und Freisetzung von Arbeitskräften aus. Bis 1939 folgte ein Aufschwung mit Lieferungen für Monumentalbauten der Nationalsozialisten, wie den Bauten auf dem Nürnberger Reichsparteitagsgelände. Nach Unterbrechungen während des Zweiten Weltkriegs begannen Firmen, die früher vor allem Solnhofener Plattenkalk verarbeiteten, auch mit dem Abbau von Jura-Marmor. Die Steinbruchgebiete in Petersbuch-Erkersthofen wurden Mitte der 1950er Jahre erschlossen und später diejenigen im Gemeindegebiet von Titting.
Die erste Rezession der Nachkriegszeit in der Bundesrepublik in den Jahren 1966/1967 führte zu einem Rückgang der Umsätze von Naturstein. Im darauf folgenden Bauboom gegen Ende der 1960er Jahre prosperierten die steinverarbeitenden Betriebe im Juragebiet wieder. Ab Mitte der 1970er Jahre standen sie jedoch zunehmend in Konkurrenz mit der italienischen Steinindustrie, die mit Marmor auf dem bundesdeutschen Markt erfolgreich war. Durch den Zusammenbruch des sozialistischen Lagers und der Verwendung für Großprojekte in arabischen Ländern, vor allem in Saudi-Arabien, ergab sich in den 1990er Jahren wieder ein Aufschwung. Im Zuge der globalisierten Wirtschaft stellte sich eine verstärkte Konkurrenz aus Indien und China ein, die speziell aufgrund der während der Finanzkrise ab 2008 nachlassenden Exportnachfrage wieder zu wirtschaftlichen Problemen der steinverarbeitenden Betriebe führte.

## Eigenschaften

### Farbvarietäten
Die bekannteste Variante des Jura-Marmors ist Jura-Gelb (auch in der Variante gebändert). Die gelbe Farbe kommt durch den Anteil an Limonit zustande. Die zweithäufigste Variante ist Jura-Grau (graublau). Jura-Bunt (graugelb gemischt) stammt aus Grenzflächen von Gesteinsbänken der grauen und gelben Varietäten. Seltenere Farben sind Rotbraun, Jura-Nussbraun, eine eher bräunliche Variante, und Jura-Rahmweiß, die aus einer hellgelben Zone gewonnen wird. Sogenannter Jura-Travertin entsteht, indem das Gestein gegen das Lager aufgesägt wird und dann eine leicht gebänderte Struktur, vereinzelt mit Stylolithen, zeigt, die lediglich optisch dem Travertin ähnelt, jedoch keiner ist.

### Physikalische Eigenschaften
Mit einem Härtegrad von 3 bis 3,5 nach der Mohs’schen Härteskala gehört der Jura-Marmor zu den Weichgesteinen. Die Dichte liegt durchschnittlich bei 2,5 kg/dm³, die Druckfestigkeit bei 125 N/mm², die Biegefestigkeit bei 11,5 N/mm², die Wasseraufnahme bei 1,8 Gew.-%, der Abriebwiderstand nach DIN EN 14157/B nach Böhme bei 18 cm³/50 cm² bzw. nach Capon bei 20 mm und die Wärmeleitfähigkeit λ bei 2,3 W/mk. Aus der vergleichsweise hohen Dichte resultiert eine gute Polierbarkeit.

## Verwendung
Jura-Marmor wird in großem Umfang als Werkstein im Innenbereich sowie gelegentlich auch an der Fassade verwendet. Fußbodenplatten werden üblicherweise mit bis zu 100 cm Seitenlänge gefertigt, Fensterbänke bis 300 cm. Die Plattendicke beträgt meist zwischen 10 und 50 mm. Die Oberfläche wird als diamantgesägt, geschliffen, poliert, scharriert, gestockt, sandgestrahlt, geriffelt oder „antikisiert“ angeboten.

### Innenbereiche
Jura-Marmor wurde für den dekorativen Innenausbau von repräsentativen klerikalen und profanen Bauwerken benutzt. Es wurden z. B. Verblendungen, Waschtische, Treppengeländer und Skulpturen hergestellt. Die Herstellung von Boden- und Treppenbelag war in vorindustrieller Zeit mühsam. Die gebrochenen Platten wurden grob vorbearbeitet und dann mit einem Eisenklotz und feinem Sand per Hand geschliffen. Abschließend wurde entweder poliert oder der Boden wurde mit Schmierseife „satt“ eingelassen. Mit Beginn der industriellen Revolution wurden maschinell bearbeitete Fensterbänke, Bodenbeläge und Wandverkleidungen in großem Umfang hergestellt. Jura-Marmor ist seit der Nachkriegszeit ein typisches Fensterbankmaterial.
Der in Deutschland etwas aus der Mode gekommene Jura-Marmor ist im Ausland durch seine warmtonig, neutrale Optik und die gelegentlich enthaltenen Fossilien beliebter geworden. Jura-Marmor ist in der Regel gut für Fußbodenheizungen geeignet, da er homogen ist und nur geringe Anteile an tonigen Lagen an den Grenzen der einzelnen Gesteinsschichten auftreten.

### Außenbereiche
Nicht jede Bruchlage des Jura-Marmors eignet sich für den Einsatz in Außenbereichen. Wie bei den meisten Kalksteinen verliert eine polierte Oberfläche bei Bewitterung an Glanz.
Bei einer Außenverwendung können bei Jura-Marmor keine schichtbildenden Versiegelungen (Steinsiegel), Nanobeschichtungen oder Imprägnierungen verwendet werden, da diese die kapillare Leitfähigkeit unterbrechen, den Dampfdiffusionswiderstand verringern und dadurch die Frostbeständigkeit verschlechtern. Fachfirmen verweigern oft die Haftung, wenn ungeeignete Beschichtungen aufgetragen werden. Abplatzungen treten nicht sofort auf, sondern meist erst nach drei bis fünf Jahren.
(Stein-)Seife hingegen hat einen patinierenden Effekt ohne die oben genannten Nachteile. Es bildet sich eine Schicht aus Kalkseife, welche die Dampfdurchlässigkeit kaum verringert. 

### Bodenbeläge
Jura gelb ist nur bedingt frostfest. Daher kommt es auf eine zuverlässig entwässernde Unterkonstruktion an. Terrassenplatten, die in Splitt verlegt werden, oder an Ankern freihängend befestigte Fassadenplatten frieren nicht auf. Bei der Verlegung im Mörtelbett können an der Grenzfläche zum Mörtel Abplatzungen auftreten. Ursache hierfür ist die Alkalität des Mörtels, der an der Grenzfläche die (zwar geringe) Eisenbindung zerreißt. Zu beachten ist, dass bei der Festlegung der Frostfestigkeit nach der DIN EN 1341-44 nur das Gestein, jedoch nicht die Gesamtkonstruktion geprüft wird.

### Massivbauteile im Garten- und Landschaftsbau
Aus Jura Gelb werden häufig Massivbauteile gefertigt. Heute häufig auch in Form von Krustenplatten.
Blockstufen und Pflasterplatten wurden seit Jahrhunderten um Eichstätt herum verwendet. Zahlreiche Burgen, Schlösser, Kirchen und weitere Bauwerke wurden aus massiven Werksteinen aus Jura-Marmor gebaut und trotzen der Verwitterung, dabei spielt die Materialstärke eine entscheidende Rolle.

## Reinigung
Kalkstein, insbesondere der Jura-Marmor, ist empfindlich gegenüber sauren Reinigungsmitteln, wie Essig- und WC-Reinigern, da Kalk durch die enthaltene Säure aufgelöst wird. Hochalkalische Produkte, wie professionelle Grundreiniger, die auf Natronlauge oder Kalilauge basieren, sind ebenfalls generell nicht zu empfehlen, weil sie die im Stein eingelagerten Bestandteile der Fossilien angreifen können. Lösemittel wie Benzin oder Terpentin können eine Aufhellung bewirken, wenn der Stein zuvor mit tönenden oder patinierenden Mitteln behandelt wurde.
Die nach der Verlegung von Fliesen und Granitplatten oft verwendeten Zementschleierentferner sind sauer und deshalb für Jura-Marmor nicht geeignet. Um starke Verschmutzung zu entfernen, können alkalische Reinigungsmittel auf Ammoniakbasis (pH-Wert 7–10,5) verwendet werden. Der Bodenbelag ist vor Reinigung mit Wasser bis zur Sättigung vorzunässen. Überschüssiges Wasser ist mit einem Gummiabzieher zu entfernen. Danach kann die Reinigungsflotte zum Schrubben der Steine auf den Boden gegeben werden. Nach ca. 5 Minuten nochmals bürsten. Anschließend mindestens zweimal mit klarem Wasser nachspülen.
Schon bei den Sumerern wurde Kalkstein mit Seife gepflegt. Dadurch bauen sich sogenannten Kalkseifen auf, die eine seidenmatte und farbtonintensive Optik ergeben und im Laufe der Zeit die Bildung einer bestimmten Patina bewirken. Die entstehende Seifenschicht bildet einen gewissen Schutz vor Ablagerungen und manchen Verschmutzungen, kann jedoch Flecken durch Öle, Fette und Verfärbungen durch Rotwein und andere färbende Flüssigkeiten nicht verhindern.
Bei Bedarf kann der Naturstein mit einer Satinier- oder Bürstenmaschine aufpoliert werden.
Wischpflegemittel enthalten häufig Kunststoffanteile, die redispergierbar sind. Sie sollten erst nach Abschluss aller chemischen Vorgänge in der Unterkonstruktion verwendet werden, da es durch kontaminiertes Wasser zu Abmehlvorgängen kommen kann.
Eine rationelle und gründliche Reinigung erfolgt mit einem Scheuer-Saug-Automaten mit einer „Hoch-Tief-Bürste“ mit Borsten von 0,3 und 0,5 mm. Pads sind nicht zu empfehlen.

## Richtlinien
Die Verlegung von Plattenmaterial erfolgt nach DIN 18332, DIN EN 1469, EN 12057 und 12058 (auch über Fußbodenheizungen).
Die Industrievereinigung Altmühltaler Kalksteine e. V. veröffentlichte Verlegeanleitungen für das traditionelle Dickbettverfahren und das modernere Klebe- bzw. Dünnbettverfahren sowie Empfehlungen zur Reinigung und Pflege und Hinweise zu Normen und Richtlinien.